# Norlandy Taveras
Norlandy Taveras (* 17. November 1989) ist ein dominikanischer Radrennfahrer.
Taveras wurde im Jahr 2015 dominikanischer Meister im Straßenrennen. Ihm gelangen 2009 bei der Vuelta Ciclista Chiapas und 2015 sowie 2016 bei der Vuelta Independencia Nacional República Dominicana insgesamt drei Abschnitterfolge in internationalen Etappenrennen. Zusammen mit seinen Teamkollegen siegte er bei der Vuelta Independencia Nacional República Dominicana 2016 und 2017 auch im Mannschaftszeitfahren.

## Erfolge
2009
- eine Etappe Vuelta Ciclista Chiapas

2015
- Dominikanischer Meister – Straßenrennen
- eine Etappe Vuelta Independencia Nacional República Dominicana

2016
- eine Etappe und Mannschaftszeitfahren Vuelta Independencia Nacional República Dominicana

2017
- Mannschaftszeitfahren Vuelta a la Independencia Nacional